# بيت الاسدي (بلاد الروس)

تعديل مصدري - تعديل

بيت الاسدي هي إحدى قرى مديرية بلاد الروس التابعة لمحافظة صنعاء اليمنية، بلغ تعداد سكانها 428 نسمة حسب أحصائيات عام 2004.